# 陳揚 (作曲家)
陳揚（1956年—2022年11月13日）是中華民國台北出生的台灣作曲家、製作人、編曲家。他除了為人熟知的流行音樂創作外，更替多個劇場、舞蹈團、電影、廣告等，量身打造出兼具古典與現代風格的作品。曾多次獲得金鼎獎、金曲獎、金馬獎等音樂獎項。

## 生平
1956年生於台北，先天右耳失聰，5歲時由擔任鋼琴老師的母親教琴，8歲即為當年人腳一雙的「中國強球鞋」撰寫廣告歌曲。
13歲在「台灣新音樂的第二代音樂家」的李志傳老師啓蒙下，開始學習樂理並有系統的譜曲。15歲出版「陳揚鋼琴作品集第一集」，並在台北中山堂舉辦首場鋼琴發表會，讓台下的音樂大師許常惠大為驚艷。。
1974年考入中國文化大學音樂系西樂組，主修理論作曲，副修鋼琴與打擊樂器。但從小備受眾人肯定的他，卻在剛入大學的時候遭遇人生的轉折：「有位同學直接了當告訴我，鋼琴彈得好只不過是熟練後的『技藝』，與啟發『人性』無關。」一席話讓他頓然警醒 ──原來自己只是個凡人，不是天才，「這席話也讓我在投入校園民歌的編曲工作後，23歲那年決定放棄當鋼琴演奏家的夢想，專事音樂創作。」同時，他也是個愛好美食的人，大學4年都在「夢咖啡」工讀演奏，不是為了賺取學費，而是為了滿足「美食」。首先他投入唱片編曲的行列，這是一塊新興處女地，受過正統音樂訓練的人在此大顯身手，其中表現最亮眼的是李泰祥。而陳志遠是個異數，他雖未接受正統音樂教育，但憑著自己的敏銳與資質在業界闖出一片天，「又快又好」是大家給他的評價。
1981年，以《我唱你和金韻獎專輯》榮獲第五屆金鼎獎唱片製作獎。1982年，與台北木管五重奏合作『清心集3 』專輯，當中創作的《蝶舞》一曲，獲金鼎獎最佳作曲獎。1983年，包辦作曲編曲及演奏的『浪漫的鍵盤音樂I』專輯，以其中的《歡樂中國節》一曲，獲金鼎獎最佳唱片製作、最佳作曲及最佳演奏獎。爾後得獎不斷，是金鼎獎、金馬獎、金曲獎的得獎常勝軍。
之後赴美在Dick Grove School of Music進修，擴充了他廣告、電影配樂、編曲、電子合成樂等領域的智識。1988年返台後成立比特音樂製作公司，展開個人音樂創作生涯，包括廣告、電影、劇場配樂等，並從事音樂製作。
陳揚多元的音樂觸角還延伸到舞蹈、舞台劇的音樂配樂，如雲門舞集「薪傳之渡海」、綠光劇團「領帶與高跟鞋」、太古踏舞團「詩與花的獨言」、當代傳奇「奧瑞斯提亞」、舞蹈空間「東風乍現」等。陳揚追求自我，甚至厭惡強行定位音樂的創作形式和分類，2005年為綠光劇團10年前的壓箱戲「都是當兵惹的禍」編曲，打擊樂、京胡、笛簫、嗩 吶、鍵盤和大提琴交錯融合，陳揚讓「嘻哈風格」走進傳統戲曲、國台語的Rap音樂遊走在優美的民謠小調與傳統聲腔之間、京劇的「板眼」又與Rap哈波交疊出另類的音樂質感。
2009年出任聽障奧林匹克運動會音樂設計總監。
2015年在第26屆金曲獎獲得特別貢獻獎，表彰他在樂壇上的輝煌成就。
2022年10月，國家文藝獎得主陳中申於國家音樂廳舉行《走過笛篇的歲月》音樂會向陳揚致敬，當時陳中申接受中央社記者專訪時曾表示：「這麼多年來，陳揚的音樂不但不老，旋律依舊鮮明動聽。」
2022年11月13日，陳揚病逝，享年66歲。

## 作品

### 流行音樂（節選）
- 《思君》鄧麗君
- 《如夢如煙》陳淑樺
- 《人海中遇見你》殷正洋
- 《魯冰花》曾淑勤 ; 甄妮
- 《客途秋恨》曾淑勤
- 《秋天復秋天》梅艷芳
- 《桂花巷》《別留我》《寂寞的雪》《比翼雙飛》《若我輕輕叫你著你的名》《去年的一場電影》《五》潘越雲
- 《心的方向》《This Magic Moment》《陽光遊子》 周華健
- 《我站在全世界的屋頂》張艾嘉
- 《天天年輕》《真心可以永遠》《你喜歡我的歌嗎》 《這是唱給你的歌》 《因為你的緣故》 張清芳
- 《憶》《正當你年青》《誰在眨眼睛》《遇》《揮揮衣袖》《告訴我》《期待》《約會》《星之永恆》《何須誓言》 劉文正
- 《禮物》蔡琴
- 《陪傷心人說往事》《走的多遠想你多久》《談了一夜》《漫漫的長夜》 (漫漫的夜)《一起說夢》鳳飛飛
- 《你身邊永是我》陳慧嫻
- 《最真的期待》趙詠華
- 《你來自何方》《給我一個微笑》《讓夢想去飛翔》《第二天的心情》《何必在乎愛多久》《我們可以靠的很近》《星星》《流離人生》許景淳
- 《甚麼歌》《對不對》丘丘合唱團
- 《不要讓分別太久》	《網不住你的心》李碧華
- 《心電感應》孟庭葦
- 《尋找Mr.Right》《感恩歲月》《風兒悄悄告訴我》《你我》	林慧萍
- 《海的聯想》《就是這樣》金瑞瑤
- 《友誼》《問你》《戀愛羅曼史》《楓葉紅》《長髮的姑娘》《思情夢意》《誓言》葉蒨文
- 《孀》《望江南皈依三寶讚》《讓它自由》齊豫
- 《你喜歡我的歌嗎》張清芳

### 電視電影主題曲插曲及配樂
- 1977 《大霸尖山》 導演 廖祥雄
- 1982 《卻上心頭》 導演 劉立立
- 1982 《血戰大二膽》 導演 金鰲勳、張佩成
- 1983 《竹劍少年》 導演 張毅
- 1984 《高梁地裡大麥熟》導演 楊立國
- 1984 《生命快車》導演 楊立國
- 1984 《笑匠》 導演 吳宇森
- 1985 《結婚》 導演 陳坤厚
- 1987 《桂花巷》 導演 陳坤厚
- 1987 《好小子3 苦兒流浪記》 導演 林福地
- 1988 《陰間響馬，吹鼓吹》 導演 何平、李道明
- 1988 《落山風》 導演 黄玉珊
- 1988 《春秋茶室》 導演 陳坤厚
- 1989 《寒假有夠長》導演 張蜀生 (電影又名：暴雨校園)
- 1989 《感恩歲月》導演 何平
- 1989 《魯冰花》 導演 楊立國
- 1990 《我的兒子是天才》 導演 楊立國
- 1990 《客途秋恨》 導演 許鞍華
- 1991 《上海假期》 導演 許鞍華
- 1992 《巧克力戰爭》 導演 楊立國
- 1994 《'94獨臂刀之情》 導演 李仁港 (電影又名：94新獨臂刀)
- 1995 《孔子的故事》 導演 陳坤厚
- 2005 《猛龍》 導演 李仁港 (電影又名：猛龍特警隊)
- 2009 《新鲁冰花：孩子的天空》 導演 陳坤厚
- 2011 《那些年，我們一起追的女孩》 導演 九把刀
- 2015 《念念》 導演 張艾嘉

### 舞蹈及劇團作曲(音樂設計）
- 1978   《薪傳（序曲、渡海、節慶）》   雲門舞集
- 1987   《天堂旅館》   雲門舞集
- 1988   《尋找關漢卿的三個女人》   外一章工作藝術坊
- 1989   《螢火》   蘭陵劇坊 + 朱宗慶打擊樂團
- 1991   《大神祭》   太古踏舞團
- 1993   《音樂劇場－夢․風鈴》   朱宗慶打擊樂團
- 1993   《音樂劇場II : 狂想.狂響》   朱宗慶打擊樂團
- 1994   《音樂劇場－夢․風鈴Ⅱ》   朱宗慶打擊樂團
- 1994   《領帶與高跟鞋》   綠光劇團
- 1995   《詩與花的獨言》   太古踏舞團
- 1995   《奧瑞斯提亞》   當代傳奇劇場
- 1995   《都是當兵惹的禍》   綠光劇團
- 1995   《醮》   無垢舞蹈劇場
- 1996   《甜蜜家庭》   臨界點劇象錄劇團
- 1996   《心齋》   多面向舞蹈劇場
- 1997   《連名字都沒有》   朱宗慶打擊樂團吳思珊打擊獨奏會
- 1997   《結婚？結昏！- 辦桌》   綠光劇團
- 1998   《領帶與高跟鞋Part II - 同學會》   綠光劇團
- 1998   《一二三不曲》   戲盒劇團
- 1999   《武松打虎》   紙風車劇團
- 2000   《黑道害我真命苦》   綠光劇團
- 2001   《歡喜鴛鴦樓》   春禾劇團
- 2001   《白蛇傳》   紙風車劇團
- 2002   《東風乍現》   舞蹈空間舞團
- 2003   《再現東風》   舞蹈空間舞團
- 2003   《小小孩》   無獨有偶工作室劇團
- 2005   《廚房的氣味》   歡喜扮戲團
- 2005   《三探東風》   舞蹈空間舞團
- 2005   《我是另一個你自己》   無獨有偶工作室劇團
- 2006   《紙風車幻想曲（歡樂中國結）》   紙風車劇團
- 2006   《悟•空來也》   無獨有偶工作室劇團。
- 2009 舞台劇 歐蘭朵 （兩廳院）

### 個人音樂
- 上花轎
- 浪漫的鍵盤音樂I
- 浪漫鍵盤音樂II
- 躍．鄉土民謠(1979)
- 現代四季
- 情節．情結
- 盆地邊緣
- 尋找台灣生命力
- 羅大佑作品 - 鋼琴演奏專輯
- 舞動東風
- 恆河的聲音
- 新時代音樂

## 獲獎紀錄
- 1981 第5屆金鼎獎  唱片製作獎《我唱你和金韻獎專輯》
- 1982 第6屆金鼎獎  作曲獎《蝶舞》
- 1983 第7屆金鼎獎  歌曲獎、演奏獎《歡樂中國節》
- 1985 第22屆金馬獎  最佳原著音樂《結婚》
- 1985 第9屆金鼎獎  作（編）曲獎《夸父追日》
- 1987 第24屆金馬獎  最佳電影插曲《桂花巷》
- 1988 第12屆金鼎獎  作曲獎、優良唱片獎《桂花巷》
- 1989 第26屆金馬獎 最佳電影插曲《魯冰花》
- 1989 第1屆金曲獎  最佳編曲《愛到最高點》
- 1990 第2屆金曲獎  最佳專輯製作人獎《一個人遊遊盪盪》
- 1992 第4屆金曲獎  最佳國語專輯獎《你來自何方》
- 1993 第5屆金曲獎  演奏類最佳專輯製作人獎《戀戀風塵》
- 1993 第5屆金曲獎  演奏類最佳錄音專輯人獎《女兒心》
- 1994 第6屆金曲獎  最佳編曲《龍貓巴士》
- 2015 第26屆金曲獎 特別貢獻獎

## 陳揚的聲音

### 歌聲
在電影《魯冰花》的最後一幕，古石松、古茶妹、郭老師三人去祭拜古阿明，古茶妹蹲在他的墳前將他生前的所有畫作燒給他、古茶妹抬頭遠望，場景過渡到大地的山與湖，此時響起「啊...啊...夜夜想起媽媽的話，閃閃的淚光魯冰花...」，此段慷慨激昂、充滿爆發力的嗓音，唱出了悲情卻不悲觀的曲調，將劇情帶向高潮後結束，正是由陳揚親自演唱的聲音。
YouTube上的《魯冰花》片尾陳揚的聲音，始於3分12秒

### 鋼琴聲
劉文正的《誰在眨眼睛》這首歌的作詞和作曲都是陳揚，當年陳揚用自己高超的鋼琴指法彈了這首歌的開場，也幫劉文正從泛泛的情歌做了一個比較大的轉型。

## 外部連結
- 財團法人國家電影資料館 - 陳揚 （页面存档备份，存于）
- 陳揚在互联网电影资料库（IMDb）上的資料（英文）
- 陳揚在香港影庫上的簡介